# Carta abierta

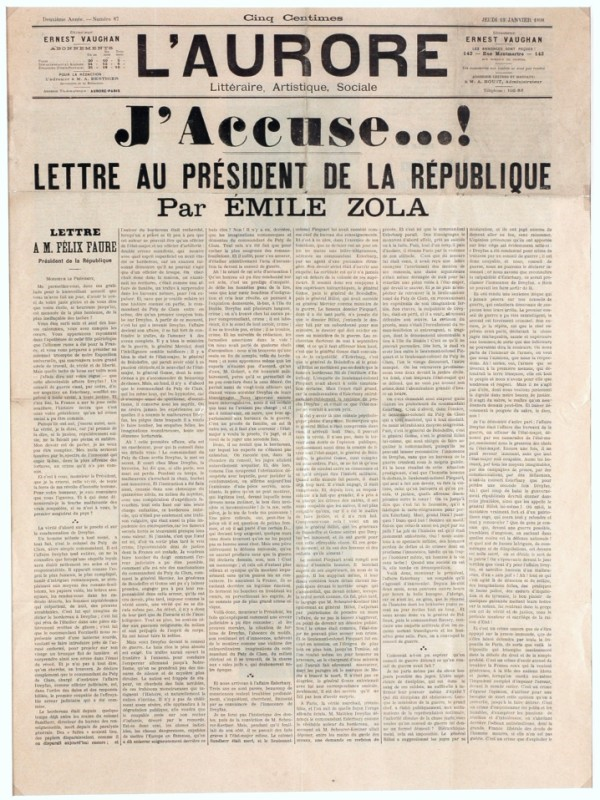
"¡Yo acuso...!" (¡J'accuse...!), carta abierta publicada el 13 de enero de 1898 en el periódico L'Aurore por el escritor francés Émile Zola. En la carta, Zola se dirigía al Presidente de Francia Félix Faure y acusaba al gobierno de antisemitismo y de encarcelamiento ilegal de Alfred Dreyfus, señalando errores judiciales y falta de pruebas serias.

Una carta abierta es un tipo de carta que ha sido leída por una amplia audiencia, por un sector de la población o incluso por un solo individuo. El contenido informativo de la carta se ha distribuido hacia (o por) el público intencionalmente tras su lectura. Por lo general suelen tomar la forma de una carta enviada a un individuo pero que al mismo tiempo se muestra al público a través de periódicos y otros medios de comunicación. Suelen tener el nombre de carta al editor, blog, etc. 
La Patente de letras es otra forma de carta abierta en la cual un documento jurídico es enviado a una persona por el gobierno, y a su vez publicada para hacer que todos queden enterados de ello. Las cartas abiertas se pueden también tratar directamente a un grupo más grande que un solo individuo pudiendo llegar a: grupos políticos, asociaciones, sectores sociales, etc.

## Motivaciones para escribir cartas abiertas
Existen un número de razones para escribir una carta abierta, algunas de las más importantes o evidentes se muestran a continuación:
- Con la intención de mostrar al público la intención del autor en un tema particular.
- Como una réplica o refutación sobre un tema en particular, dirigida a la opinión pública.
- Como deseo de comenzar el debate público sobre un tema.
- Atraer la opinión pública sobre un tema, promoviendo acciones.
- Por simple humor; algunas personas suelen hacer cartas abiertas para responder de forma sarcástica o graciosa a un debate o polémica.
- Por comunicar al público una opinión formal de los hechos.
- Decir o expresar algo sin pensar exactamente a quien va dirigido; de ese modo se crea un destinatario "general".

## Ejemplos de cartas abiertas
- Muchos de las episodios que la Biblia cuenta son cartas abiertas de los Padres de la Iglesia hacia sus discípulos.
- La Defensa del Padre Damián que escribió Robert Louis Stevenson el 25 de febrero de 1890, contra al reverendo de Honolulu.
- El J’accuse…! ("Yo acuso") de Émile Zola sobre el Caso Dreyfus también es una carta abierta.
- La Carta Abierta de un Escritor a la Junta Militar de Rodolfo Walsh.
- La carta de Martin Luther King desde la cárcel de Birmingham también lo es.
- La carta abierta de Bill Gates a Hobbyists atacando la piratería.
- La carta abierta de Jorge Lanata a Cristina Fernández de Kirchner.
- La carta abierta de César Baena a Hugo Chávez.
- La carta abierta de Google hacia la Neutralidad de red.[1]
- La serie de cartas abiertas del grupo de intelectuales argentinos de "Carta Abierta" a la opinión pública de su país.[2]